# Alsótelekes
Alsótelekes es un pueblo húngaro perteneciente al distrito de Kazincbarcika, condado de Borsod-Abaúj-Zemplén.

## Superficie
Cuenta con una superficie de 6,44 km².

## Demografía
Hasta 2024 la población era de 113 habitantes, con una densidad de población de 17,54 hab/km².
| Gráfica de evolución demográfica de Alsótelekes entre 2020 y 2024 |
|                                                                   |
| Datos según la Oficina Central de Estadística de Hungría.         |